# Profylaxe (schaken)
In het schaakspel is profylaxe een positionele strategie met als doel de tegenstander geen aanvalskansen te geven, door middel van anticipatie, preventie, of ontmoediging van dreigingen. Vaak wordt de term gebruikt bij preventieve zetten, voornamelijk met pionnen. 
Profylactische zetten hebben niet slechts tot doel de eigen stelling te verbeteren, maar ook het voorkomen dat de tegenstander zijn stelling verbetert. Die preventie hoeft men niet te zien als puur defensief: een adequate preventie beoogt de eigen plannen optimaal voor te bereiden.
De term werd gebruikt door Aaron Nimzowitsch. Hij was tevens een beroemd beoefenaar van dit strategische idee. 